# کلانی (خواننده)
کلانی اشلی پریش (به انگلیسی: Kehlani Ashley Parrish؛ زادهٔ ۲۴ فوریهٔ ۱۹۹۵) که با نام هنری کلانی (به انگلیسی: Kehlani) شناخته می‌شود، خواننده و ترانه‌سرای اهل ایالات متحده آمریکا است که در حال حاضر با آتلانتیک رکوردز قرارداد بسته‌است.
کلانی اهل اوکلند کالیفرنیا است و از آنجا با شرکت در یک گروه موسیقی پاپ نوجوانانه به شهرت رسید. او با این گروه به فینال برنامه آمریکاز گات تلنت نیز رسید. او اولین میکس تیپ خود را به نام کلاود ۱۹ در سال ۲۰۱۴ منتشر کرد. این آلبوم در لیست ۵۰ آلبوم برتر در سال ۲۰۱۴ قرار گرفت. دومین میکس کلیپ کلانی به نام تو باید اینجا باشی در آمریکای شمالی پیش از پیش از تور تبلیغاتی فروخته شد و در سال ۲۰۱۶ نامزد جایزه گرمی برای همین آلبوم شد.

## اوایل زندگی
کلانی در اوکلند، کالیفرنیا بزرگ شد. او قومیت خود را ترکیبی از «سیاه، سفید، بومی آمریکا و اسپانیایی‌تبار» توصیف کرده‌است او توسط عمه اش بزرگ شد زیرا پدرش در جوانی درگذشت و مادرش زمانی که معتاد به مواد مخدر بود به زندان افتاد. او ابتدا با تمرکز بر رقص در مدرسه هنر اوکلند تحصیل کرد.
اوایل زندگی، کلانی آرزو داشت تا به عنوان یک رقاص در مدرسه جولیارد آموزش ببیند، اما از ناحیه پا دچار آسیب دیدگی شد و توجه خود را به آواز معطوف کرد
عمه او تقریباً به سبک‌های آراندبی و نئو سول گوش می‌داد و کلانی از خوانندگانی چون لورین هیل، اریکا بادو و جیل اسکات ایده گرفت هنگامی که ۱۴ ساله بود، کلانی برای پیوستن به یک گروه محلی پوشش پاپ به نام پاپلایف، استخدام شد

## حرفه

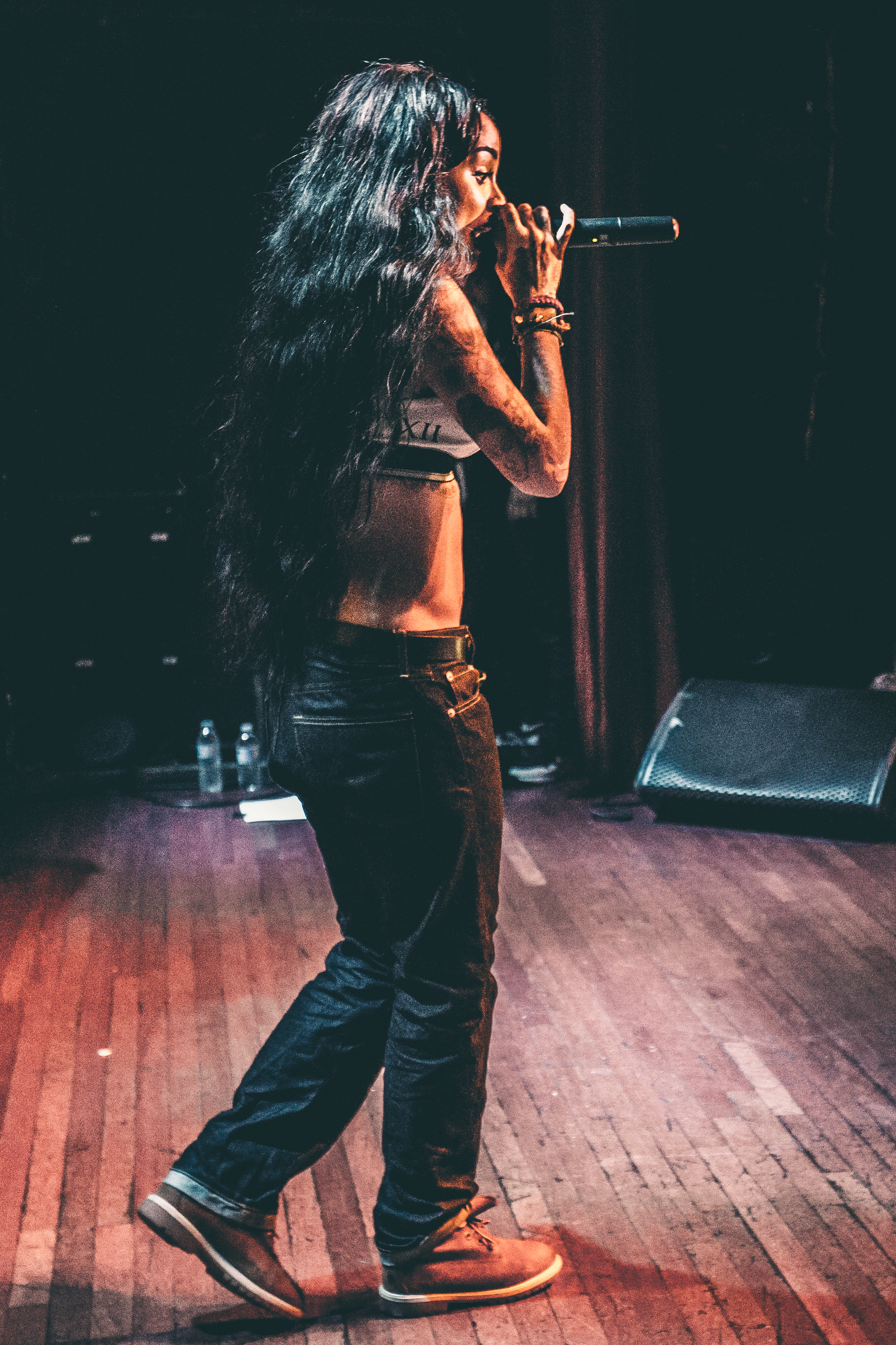
کلانی - تورنتو ۲۰۱۵

### ۲۰۰۹–۲۰۱۳: آغاز کار با پاپلایف
فعالیت آواز کلانی به‌طور مؤثری آغاز شد، زمانی که او به عنوان عضو و به عنوان خواننده اصلی گروه پاپلایف شروع به کار کرد. موسیقی گروه توسط تونی! تونی! تونی! تولید شده‌است طی دو سال، این گروه نمایش‌هایی را از طریق منطقه خلیج و سایر شهرها انجام می‌داد. در سال ۲۰۱۱، آنها برای ششمین فصل از مسابقه آمریکاز گات تلنت تست دادند و در نهایت در مرحله چهارم در فینال قرار گرفتند. داور پیرس مورگان در آخرین حضورشان به کلانی گفت: «تو استعداد واقعی داری، اما فکر نمی‌کنم به گروه احتیاج داشته باشی.» در سال‌های ۲۰۱۲ و ۲۰۱۳، کلانی در واقع بی خانمان بود، از خانه ای به خانه دیگر نقل مکان می‌کرد و اغلب روی کاناپه‌ها می‌خوابید در سال آخر دبیرستان، بدون سرپرست قانونی به لس آنجلس، کالیفرنیا نقل مکان کرد. در سال ۲۰۱۳، نیک کانن، که در طول اجرای پاپلایف میزبان آمریکاز گات تلنت بود، با کلانی تماس گرفت تا از او در مورد حضور در یک گروه رپ سؤال کند. او در ابتدا موافقت کرد و به لس آنجلس رفت، اما، در نهایت، او گروه را دوست نداشت و دوباره به اوکلند بازگشت. او برای کمک به پول و غذا تصمیم گرفت برای مدت کوتاهی دست به سرقت وسایل فروشگاه‌های مواد غذایی بزند. ماه‌ها بعد، کلانی اولین آهنگ خود را با نام «ضد عشق تابستانی» در ساوندکلاود منتشر کرد. کانن پس از شنیدن این ترانه به او زنگ زد و او را به آپارتمان لس آنجلس همراه با تایمی برای استودیو دعوت کرد.

### ۲۰۱۴–۲۰۱۷: وحشی‌جذاب‌شیرین
وی نخستین آلبوم خود را تحت عنوان کلاود ۱۹ در سال ۲۰۱۴ منتشر کرد.

## زندگی شخصی
در ژانویه ۲۰۱۶، تأیید شد که کلانی با کایری ایروینگ، گارد محافظ ان‌بی‌ای رابطه دارد. در مارس ۲۰۱۶، نوازنده کانادایی پارتی‌نکست‌دور تصویری از دست کلانی را در اینستاگرام منتشر کرد و اینگونه القا می‌کند که آن دو نفر با همدیگه هستند این باعث جنجال رسانه ای در سراسر توییتر شد، که در آن سوءاستفاده از طریق صدها هزار پست علیه کلانی توئیت شد. کایری با انتشار یک توییت گفت که آنها قبل از حادثه از هم جدا شده‌اند، اما به نظر می‌رسد این حرف مورد توجه قرار نگرفت
توجه منفی رسانه‌ها باعث شد که کلانی اقدام به خودکشی کند کلانی با مراجعه به شبکه‌های اجتماعی توضیح داد که او به اروینگ خیانت نکرده‌است.
او به عنوان یک بایسکشوال کام اوت کرده‌است.
کلانی با انتشار ویدئویی در آپریل ۲۰۲۳ رسما اعلام کرد که لزبین است.
«من بالاخره فهمیدم که لزبینم. من گی‌ام!میخواستم شماها هم بدونین. تا الان همه میدونستن به جز خودم.»